# Utzenberg

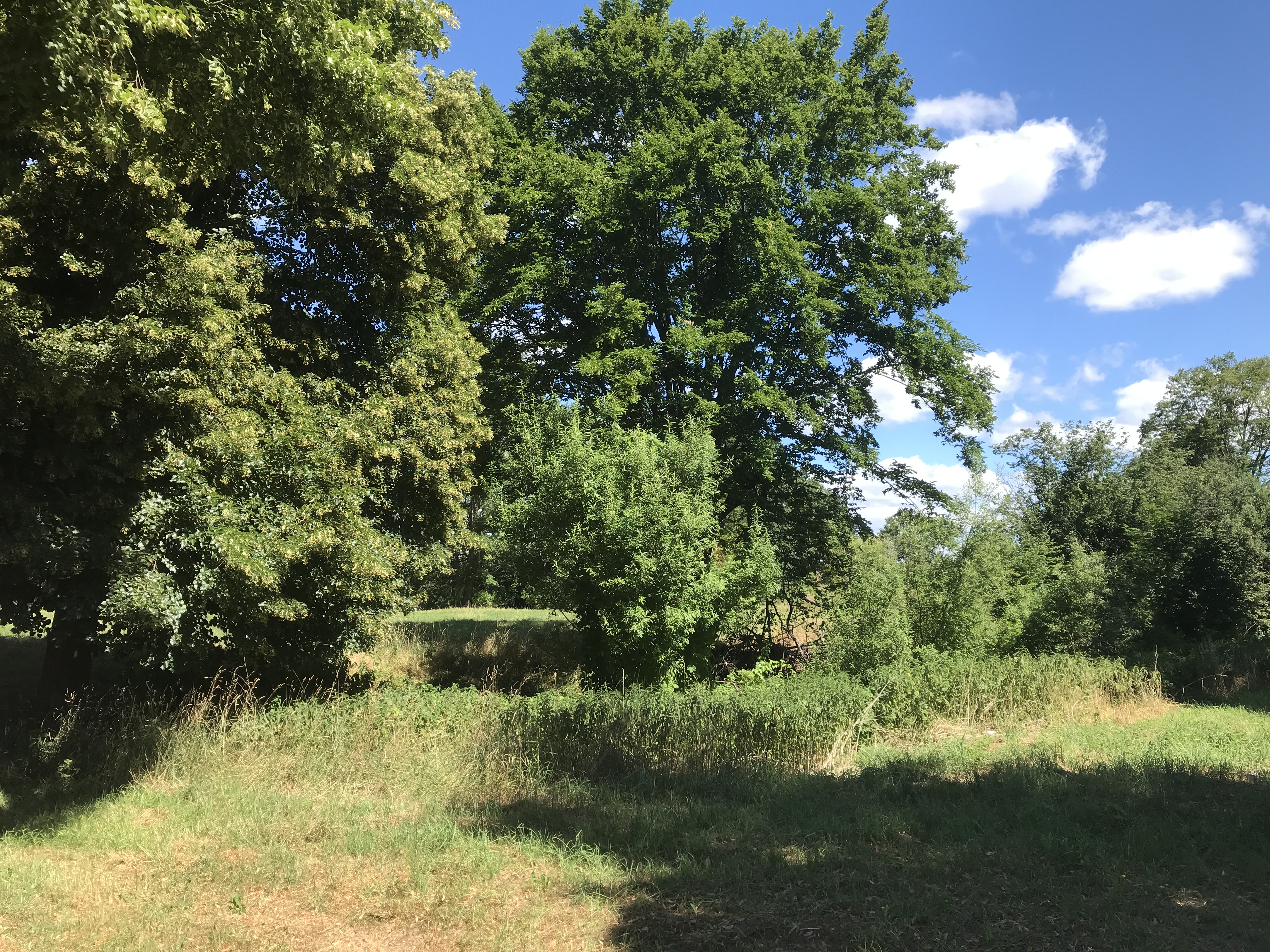
Utzenberg in Golßen

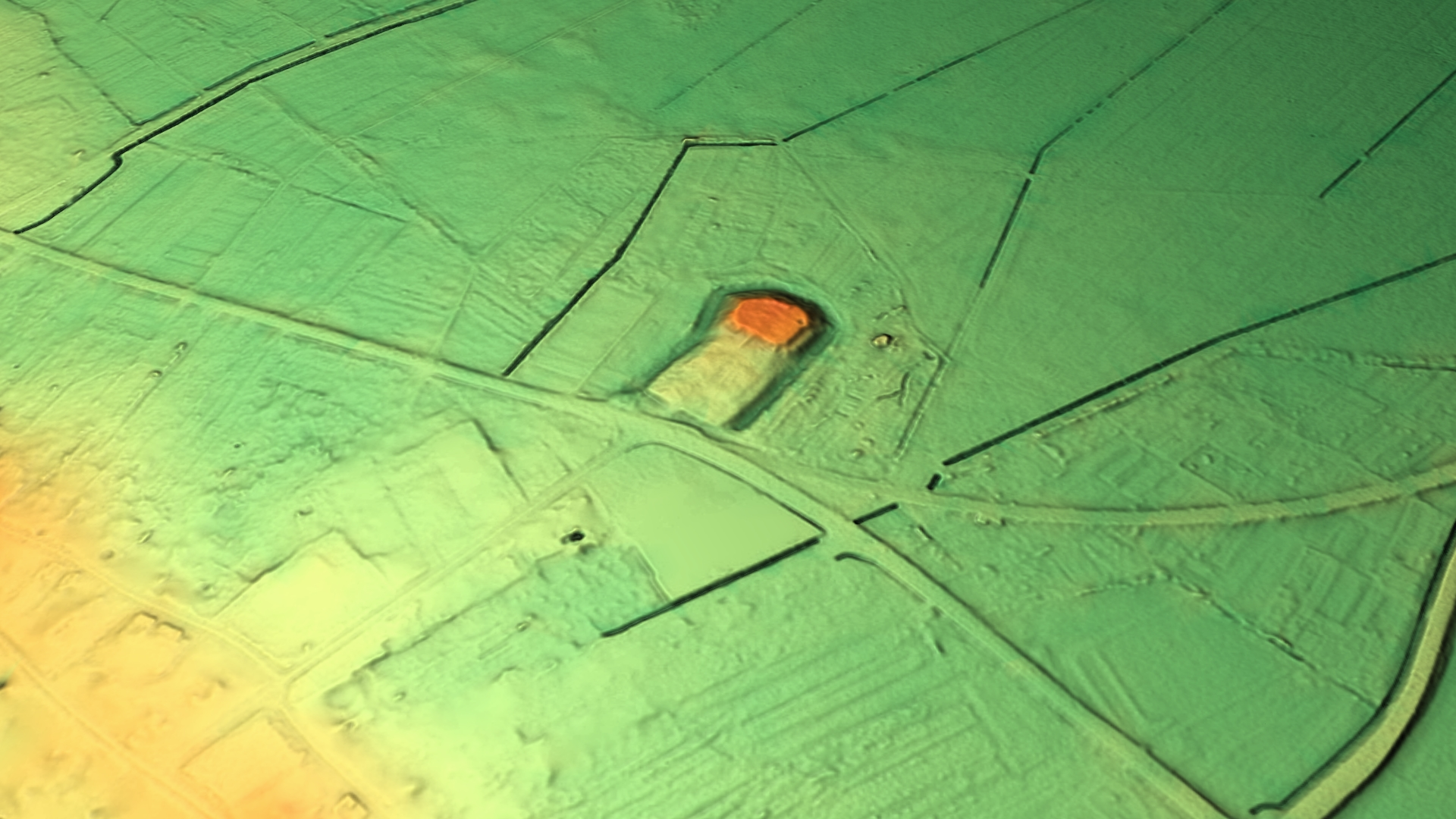
3D-Ansicht des digitalen Geländemodells

Der Utzenberg ist ein ehemaliger slawischer Burgwall, auf dem eine mittelalterliche, frühdeutsche Turmhügelburg errichtet wurde. Er befindet sich in Golßen, einer Stadt im Landkreis Dahme-Spreewald im Land Brandenburg. Als Bodendenkmal steht der Utzenberg in der Denkmalliste des Landes Brandenburg als eingetragenes Kulturdenkmal.

## Lage und Ausdehnung
Der Utzenberg liegt rund 300 Meter nordwestlich des Stadtzentrums und dort nördlich der Bundesstraße 96. Der rechteckige Turmhügel bedeckte ursprünglich eine Fläche von 120 m × 160 m mit einem drei bis fünf Meter hohen Aufsatz, der rund 42 Meter lang und 33 Meter breit war. Der Hügel war ursprünglich von einem 15 Meter breiten Wassergraben umgeben. Durch den Bau der B 96 im Jahr 1935 wurde der Hügel um 30 Meter auf 90 Meter verkürzt.

## Geschichte
Golßen wurde am 21. Oktober 1276 erstmals als Besitz des Otto Burggraf von Wettin urkundlich erwähnt. Er ließ auf dem slawischen Burgwall eine Burg errichten, auf der er nachweislich am 31. Januar 1285 seinen Wohnsitz einrichtete. Um 1300 nahm der Burggraf den Namen von Golßen an. 1301 wurde dann auch eine Anlage mit der Bezeichnung castrum Golßen erwähnt. Bis zum Jahr 1344/1345 war sie im Besitz der Herrschaft Golßen, bevor die Burggrafen nach Pulsnitz weiterzogen. Als neuer Besitzer trat Heinrich von Dahme auf. Er sollte dort bis zum 28. September 1353 herrschen. In diesem Jahr ging die Burg in den Besitz der Markgrafen von Meißen über, die sie bis ins Jahr 1359 innehatten. Dabei musste sich Friedrich III. von Meißen um 1354 mit Raubrittern auseinandersetzen, die die Burg besetzten, aber wieder vertrieben werden konnten. Mit Wirkung zum 30. August 1359 tauschte der Markgraf von Meißen mit dem Vogt Heinrich IV. von Plauen die Herrschaft, um sie am 6. September 1363 wieder an die gemeinsam regierenden Markgrafen von Meißen Friedrich III., Balthasar und Wilhelm I. zu veräußern. Am 14. April 1364 löste Kaiser Karl IV. die Lausitz aus der Pfandherrschaft der Meißener heraus, um die Lausitz 1367 an Böhmen anzuschließen. 1401 wurde sie vom Landesherren der Niederlausitz, Jobst von Mähren, als Pfand an den Markgrafen Wilhelm von Meißen überlassen. In den darauffolgenden Jahrzehnten ging die Burg in privaten Besitz über. Am 14. August 1439 erwarben die von Stutterheims die Herrschaft über die Stadt und 21 Dörfer vom böhmischen König. Im Laufe der nächsten Jahre verfiel die Burg und wurde bis zur Reformation vermutlich als Terminei des Dominikanerklosters Luckau genutzt. 1669 ging die Herrschaft Golßen zu Ende.
Bei einer Probegrabung im Jahr 1899 dokumentierten Experten Teile einer mittelalterlichen Besiedlung. 1935 konnten beim Bau der Bundesstraße Reste von Mauerwerk sowie Holzpfähle gesichert werden, die zu einem Brückenzugang eines Wirtschaftshofs gehört haben könnten. Weiterhin wurden mittel- und spätslawische sowie frühdeutsche Keramikscherben aus dem 10. bis 13. Jahrhundert geborgen.
2010 wurde die Befestigungsanlage unter Denkmalschutz gestellt. Er erstreckt sich auf die obertägig sichtbaren Teile des slawischen Burgwalls sowie der deutschen Turmhügelanlage und dessen Umgebung.